# Permasteelisa
Permasteelisa S.p.A. è una multinazionale italiana di costruzioni, specializzata in rivestimenti architettonici in vetro e acciaio, fondata da Massimo Colomban.
È stata quotata alla Borsa di Milano, segmento standard (PMS.MI, ISIN: IT0001341111) dal 2000 fino ai primi mesi del 2010.

## Storia
L'azienda nasce nel 1973 con il nome di ISA (Industria Serramenti in Alluminio) su iniziativa di Massimo Colomban, nato nel 1949 in provincia di Treviso in una famiglia di artigiani che lavorano il ferro e il legno per la costruzione di infissi. L'interesse si sposta subito verso l'estero, in particolare Medio Oriente e Nord Africa, già nel 1983 l'export incide per il 50% sui ricavi. Quell'anno un gruppo svizzero, proprietario di una società di Sydney da alcuni anni in perdita, la Permasteel Industries Pty Ltd., propone a Colomban un contratto di consulenza. Lui accetta e in seguito propone agli svizzeri di conferirgli, rinunciando al lauto compenso fisso, il 50% delle quote dell'azienda australiana che aveva realizzato i rivestimenti architettonici in vetro della Sydney Opera House. Gli svizzeri accettano e Colomban, con l'aiuto di due manager italiani, Lucio Mafessanti e Lorenzo Zampiron, riesce in soli sei mesi a rimettere a posto i conti dell'azienda. Nel 1985, in seguito alla fusione tra Permasteel Industries e ISA, il nome cambia in Permasteelisa. Questa acquisizione dà via al processo di internazionalizzazione.
Nell'area asiatica l'azienda si espande prima a Singapore e Hong Kong, poi in Giappone, Cina, Thailandia e Malaysia. Dalla sede di Vittorio Veneto (TV) parte anche l'espansione europea del gruppo che avviene attraverso l'apertura di sedi e stabilimenti in Svizzera, Francia, Germania, Polonia, Ungheria, Croazia e attraverso acquisizioni: nel 1994 dell'olandese Scheldebouw BV (fondata nel 1875 dalla famiglia reale olandese e poi finita sotto il controllo del governo) e nel 2001 della tedesca Gartner GmbH. Alla fine degli anni '90 il gruppo comincia la sua attività negli Stati Uniti, dapprima solo con il Business dell'Interiors Fit-Out, poi anche con le facciate continue.
Nel 2000 il gruppo entra in Borsa e Colomban distribuisce gratuitamente la metà delle proprie quote societarie al management: 80 manager di 23 nazionalità. In seguito, attratto dal restauro dell'antico castello Brandolini di Cison di Valmarino, a nord di Treviso, Colomban lascia la società che ad un certo momento si trova in affanno a causa della riduzione degli ordini dovuta alla crisi economica e dell'azionariato troppo frammentato che porta spesso i soci (anche un hedge fund, Amber Capital) in lotta tra loro. Nel 2011, dopo che da più di un anno la società è uscita dalla Borsa e ha aperto il capitale a fondi di private equity (Investindustrial di Andrea Bonomi e Alpha di Edoardo Lanzavecchia), Permasteelisa è acquisita dalla multinazionale giapponese Lixil Corporation per circa 600 milioni di euro..
Nell'aprile 2016 nominato il nuovo Cda: presidente Davide Croff, amministratore delegato Riccardo Mollo.
Nel 2017 la conglomerata giapponese ha tentato di cedere per 467 milioni l'intera proprietà al gruppo di costruzioni cinese Granland ma alla fine ha dovuto rinunciare in quanto nel 2018 le autorità statunitensi avevano bloccato l'operazione per i lavori negli Stati Uniti.
Nel maggio 2019 il tedesco Klaus Lother è nominato nuovo CEO dell'azienda.
Nel maggio 2020 Permasteelisa è venduta al fondo statunitense Atlas Holding. Primo obiettivo è quello di tornare al profitto. Nell’anno fiscale chiuso a marzo 2020, Permasteelisa ha realizzato ricavi per 1,18 miliardi con perdite per 86 milioni (nel 2018 il "rosso" era di 417 milioni rispetto ad un fatturato di circa 1,3 miliardi).
Il 23 gennaio 2023 Liam Cummins succede a Klaus Lother come CEO del Gruppo.

## Leader mondiale
Permasteelisa è leader mondiale nelle facciate architettoniche in vetro e acciaio. Tra le grandi opere architettoniche realizzate figurano, oltre all'Opera House di Sydney, l'Hearst Tower di New York, il grattacielo Shard di Londra, il super lussuoso Yas Hotel di Abu Dhabi, il Guggenheim Museum Bilbao, il centro direzionale della Apple di Cupertino, in California. Ultimi lavori: gli uffici Google di Londra con l’utilizzo di sistemi di facciata sofisticati, l'aeroporto La Guardia, con un progetto di ammodernamento e riqualificazione, la sede centrale di Uber a San Francisco.

## Struttura

### Principali partecipazioni
- Permasteelisa North America Corp. - 100%
- Scheldebouw B.V. - 100%
- Josef Gartner GmbH - 100%
- Permasteelisa UK - 100%
- Permasteelisa France S.a.s. - 100%

Situazione aggiornata al 31 dicembre 2015.

### Bilanci
Al 31 dicembre 2015 il Gruppo Permasteelisa ha registrato un fatturato di 1.527,52 milioni di euro, in crescita del 15% rispetto al risultato 2014.  L'EBIT normalizzato è risultato pari a 40,903 milioni di euro, pari al 2,7% delle vendite. Il patrimonio netto consolidato è risultato pari 234,69 milioni, mentre la posizione finanziaria netta è negativa per 305,615 milioni di euro. Nel 2016 il fatturato è stato di 1,4 miliardi di euro.

### Attività
È considerato uno degli esempi principe delle cosiddette multinazionali tascabili, aziende con un fatturato non grandissimo però con una diffusione mondiale. La principale area di attività è quella di rivestimenti architettonici per edifici. In particolare, nel corso del 2015 questa business unit ha costituito il 84,5% del fatturato  (83,3% del fatturato totale nel 2002), il fit-out degli interni il 12,7% e il Contract il restante 2,8%.

### Gruppo
Il gruppo ha circa 4.000 dipendenti in 30 sedi (tra uffici, impianti di produzione e centri di ricerca) in 20 paesi nel mondo.